# Stephen A. Cobb

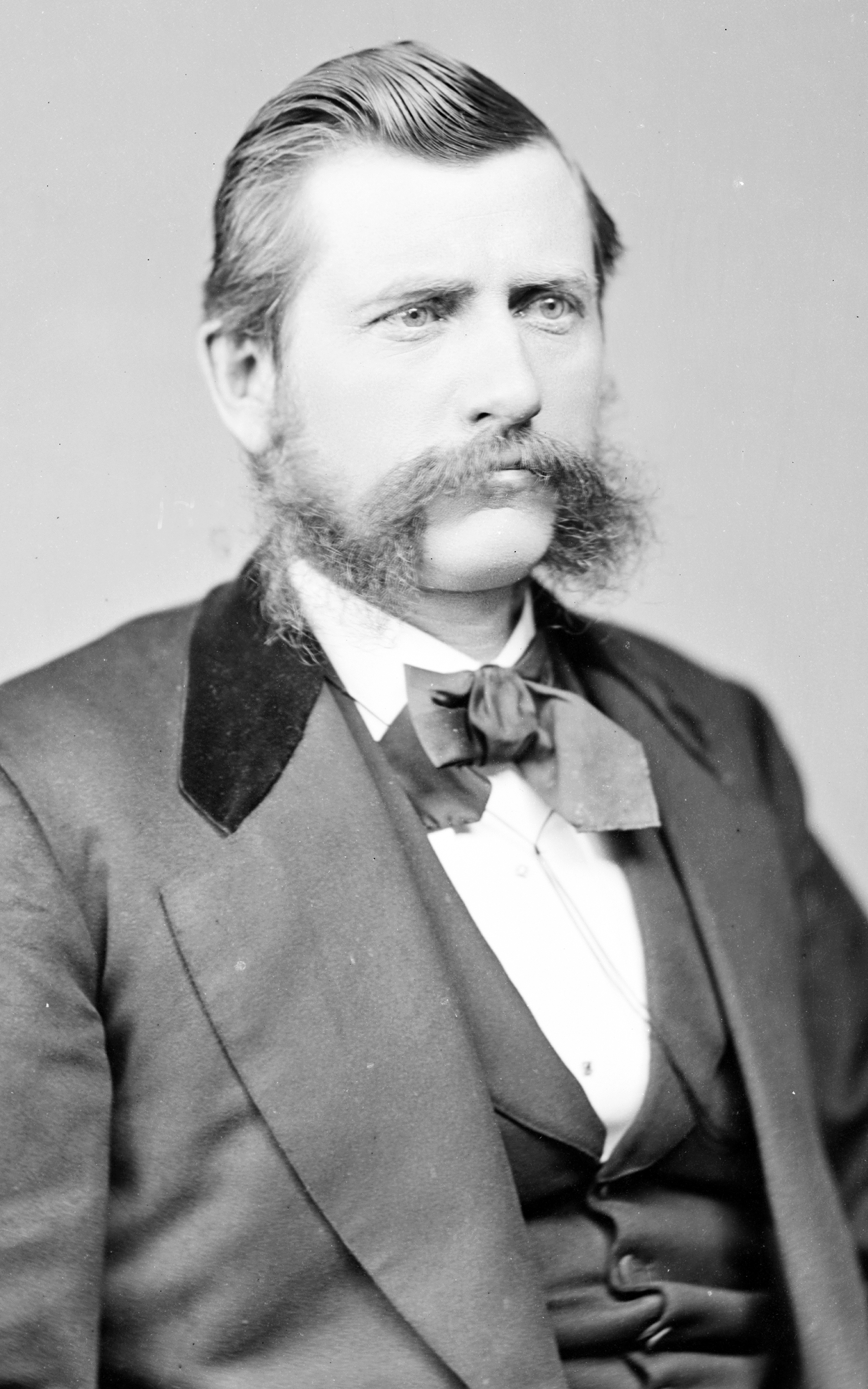
Stephen A. Cobb

Stephen Alonzo Cobb (* 17. Juni 1833 in Madison, Maine; † 24. August 1878 in Kansas City, Kansas) war ein US-amerikanischer Politiker. Zwischen 1873 und 1875 vertrat er den zweiten Wahlbezirk des Bundesstaates Kansas im US-Repräsentantenhaus.

## Werdegang
Stephen Cobb besuchte die öffentlichen Schulen seiner Heimat. Im Jahr 1850 zog er mit seinem Vater nach Minnesota. Dort erlernte er einige Fremdsprachen. Bis 1854 besuchte Cobb das Beloit College in Wisconsin. Nach einem weiteren Studium an der Brown University in Providence (Rhode Island), das er im Jahr 1858 abschloss, ließ er sich in Wyandotte nieder, das heute zu Kansas City gehört. Dort begann er als Rechtsanwalt zu arbeiten. Während des Bürgerkrieges trat Cobb im Jahr 1862 in die Armee der Union ein, in der er es bis zum Brevet-Major brachte.
Cobb war Mitglied der Republikanischen Partei. Im Jahr 1862 war er, noch vor seiner Militärzeit, Bürgermeister von Wyandotte und Mitglied des Senats von Kansas. 1868 war er nochmals Bürgermeister von Wyandotte und in den Jahren 1869 und 1870 erneut  Staatssenator. Im Jahr 1872 war er Abgeordneter und Präsident im Repräsentantenhaus von Kansas. Bei den Kongresswahlen desselben Jahres, die staatsweit abgehalten wurden, wurde er als Kandidat seiner Partei in das US-Repräsentantenhaus in Washington, D.C. gewählt. Dort absolvierte er zwischen dem 4. März 1873 und dem 3. März 1875 eine Legislaturperiode. Bei den Wahlen des Jahres 1874 unterlag er John R. Goodin von der Demokratischen Partei.
Nach dem Ausscheiden aus dem Kongress hat Stephen Cobb keine weiteren politische Ämter mehr ausgeübt. Er starb im August 1878 und wurde in Kansas City beigesetzt.